# 马里诺·佩拉尼
马里诺·佩拉尼（義大利語：Marino Perani，1939年10月27日—2017年10月18日），意大利男子足球运动员，场上位置是前锋。他曾代表意大利国家队参加1966年国际足联世界杯，结果获得第九名。